# Jenágoras de Halicarnaso
Jenágoras era un cario helenizado de Halicarnaso de principios del siglo V a. C. Es únicamente mencionado por Heródoto (Historias 9.107), quien relata que, luego de la Batalla de Mícala (479 a. C.), Jenágoras, el que se encontraba en el lado persa, salvó la vida del príncipe persa Masistes, impidiendo que fuera asesinado por el comandante Artaíntes. A modo de recompensa, el rey Jerjes I, hermano mayor de Masistes, le entregó el gobierno de la satrapía de Cilicia.
Un problema planteado en torno a la credibilidad de esta historia es que Cilicia estuvo gobernada por caudillos locales (syennesis) sometidos al Gran Rey persa hasta por lo menos el 400 a. C.; es decir que difícilmente Jerjes pudo haber nombrado un sátrapa (gobernador) allí en épocas tan tempranas. No obstante, se ha observado que el propio hecho del nombramiento como sátrapa de un no-persa es de por sí inusual y contrario a las reglas, por lo que bien podría tratarse de una excepción. Además, Esquilo, en su tragedia Los persas (una obra no historiográfica, sino literaria), menciona la muerte de Syennesis en la batalla de Salamina (480 a. C.), así que en el momento en el que Jenágoras fue supuestamente designado sátrapa, el trono de Cilicia estaba presumiblemente vacante. La mención de un cario como sátrapa de Cilicia no resulta del todo extraña si se tiene en cuenta que la dinastía de syennesis de Cilicia mantenía lazos matrimoniales con notables carios.
Dentro del análisis de los favores, el que realiza Jenágoras a Masistes (salvar su vida) es caracterizado como uno de aquellos que crean una «deuda impagable». El «deudor» tiene una suerte de obligación de estar siempre listo para ayudar a su benefactor en caso de peligro, a menos que tenga la capacidad de devolverlo mediante otro favor «impagable». Este último caso es el de Jenágoras, quien, por salvar la vida de su hermano Masistes, recibe de Jerjes la gobernación de Cilicia.